# طب ضوئي
الطب الضوئي (بالإنجليزية: Photomedicine)‏ هو فرع متعدد التخصصات من الطب الذي ينطوي على دراسة واستخدام الضوء فيما يتعلق بالصحة والمرض، وقد يكون ذات صلة بممارسة مختلف مجالات الطب بما في ذلك الأمراض الجلدية والجراحة والتدخل الاشعاعي، والتشخيص البصري، وأمراض القلب، واضطرابات النوم والأورام.
وهناك فرع من (فوتوميسين) وهو العلاج الخفيف الذي يتضمن اسقاط الضوء الساطع على شبكية العينين، وايضا تستخدم لعلاج اضطرابات النوم الايقاعية (وهي عبارة عن اضطرابات تؤثر على توقيت النوم، بحيث يعاني الشخص المصاب بها من عدم القدرة على النوم والاستيقاظ في الاوقات المطلوبة) والاضطرابات العاطفية الموسمية (وهي نوع من الكآبة الذي يلي تتابع الفصول، ومن أكثر الانواع شيوعا كآبة
الشتاء), بحيث ان الضوء يمكن أن يكون ضوء الشمس أو من صندوق مربع ينبعث منه الضوء الأبيض أو الأزرق (الأزرق / الأخضر).
استخداماته
- يستخدم الفوتومديسين لعلاج العديد من الامراض [3] مثل:

1-الثعلبة، إزالة الشعر بالليزر
2-العلاج الضوئي لعلاج السرطان والتنكس البقعي المسمى أيضا (اندثار البقعة الصفراء) بحيث تستهدف المركبات الحساسة للضوء غير السامة للخلايا الخبيثة أو غيرها من الخلايا المريضة، ثم تتعرض بشكل انتقائي للضوء، وعندها تصبح سامة وتدمر هذه الخلايا الضوئية، أحد الأمثلة الجلدية للعلاج الضوئي هو استهداف الخلايا الخبيثة من خلال ربط المركبات الحساسة للضوء إلى الأجسام المضادة لهذه الخلايا.
3- التشخيص البصري (على سبيل المثال التصوير المقطعي البصري لي اللويحات التاجية باستخدام ضوء الأشعة تحت الحمراء).

## قراءة اضافية
- Hamblin، Michael R.؛ Huang، Ying-Ying (2013). Handbook of Photomedicine. CRC Press. ISBN:1439884692. مؤرشف من الأصل في 2020-01-25. اطلع عليه بتاريخ 2014-07-14.
- Lim، H. W. (1993). Clinical Photomedicine. CRC Press. ISBN:0824788621. مؤرشف من الأصل في 2020-01-25. اطلع عليه بتاريخ 2014-07-14.
- Regan، J. D. (1982). The Science of Photomedicine. Springer. ISBN:9781468483147. مؤرشف من الأصل في 2020-01-25. اطلع عليه بتاريخ 2014-07-14.
- Rünger, Thomas M. Photodermatology, Photoimmunology & Photomedicine Wiley. Online ISSN 1600-0781.
- Smith، Kendric C. (1984). Topics in Photomedicine. Plenum Press. ISBN:9780306415104. مؤرشف من الأصل في 2020-01-25. اطلع عليه بتاريخ 2014-07-14.
- Wyss، Pius (1999). Photomedicine in Gynecology and Reproduction. Karger Publishers. ISBN:9783805569057. مؤرشف من الأصل في 2020-01-25. اطلع عليه بتاريخ 2014-07-14.